# Sinfonía n.º 8 (Bruckner)

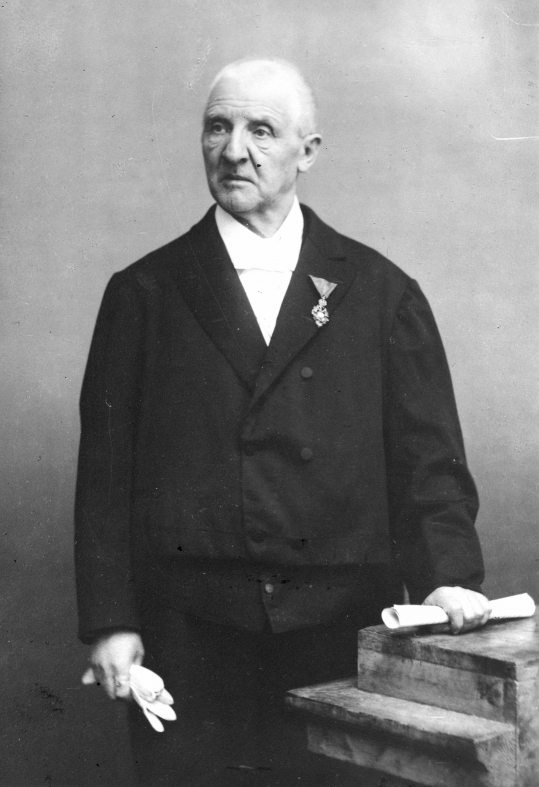
Bruckner en 1886.

La Sinfonía n.º 8 en do menor, WAB 108 fue compuesta por Anton Bruckner entre 1884 y 1887. Fue sometida a una revisión que terminó en 1892, lo cual fue una práctica común en la producción sinfónica del maestro austríaco. La partitura está dedicada al emperador Francisco José I.

## Historia

### Composición
La composición de esta pieza se desarrolló entre 1884 y 1892, periodo en el cual la obra experimentó un proceso de revisión. Se conservan dos manuscritos autógrafos de la sinfonía, con fechas 1887 y 1890, respectivamente. Además de estos, existen más esbozos de las diferentes fases de composición que de ninguna otra sinfonía de Bruckner, que nos permiten seguir la evolución de momentos clave, como la exposición del tema principal del primer movimiento. Las versiones y ediciones ejecutables de la sinfonía son las siguientes:

#### Versión original de 1887
Bruckner comenzó a trabajar en esta sinfonía en julio de 1884 inmediatamente después de terminar su Sinfonía n.º 7 y tras la euforia de su éxito, la Sinfonía n.º 8 tendrá una historia difícil. Trabajando principalmente durante las vacaciones de verano de sus responsabilidades en la Universidad de Viena y el Conservatorio de Viena, el compositor completó los cuatro movimientos en forma de borrador en agosto de 1885. Bruckner tardó en completar la orquestación de la obra hasta abril de 1887; durante esta etapa de composición, se invirtió el orden de los movimientos internos, quedando el Scherzo segundo y el Adagio como tercer movimiento. Presenta varias diferencias significativas con las versiones posteriores, más conocidas, incluyendo un final en forte para el primer movimiento y una tonalidad diferente en el clímax del movimiento lento. Es también bastante más larga que la versión de 1890, y tiene algún cambio en la orquestación, como las maderas dobles, en lugar de triples en los tres primeros movimientos, lo que les da un carácter algo más austero. Algunos estudiosos apoyan esta versión, argumentando que las posteriores revisiones están acortadas y suavizadas, como concesión a un gusto más brahmsiano de los colaboradores de Bruckner. Esta versión se estrenó en 1973 bajo la dirección de Hans-Hubert Schönzeler para la BBC.
Ediciones: 
- Edición de Leopold Nowak de 1972:[8]

#### Adagio de 1888
En enero de 1888, Bruckner había llegado a un acuerdo con Levi en que la sinfonía se beneficiaría de más trabajo. Los primeros trabajos de revisión se llevaron a cabo en el primer movimiento y el Scherzo, expresados como anotaciones a lápiz en su partitura. A partir de entonces, Bruckner se concentró en las nuevas versiones de la Cuarta y la Tercera sinfonías. La Biblioteca Nacional Austriaca alberga un manuscrito de una versión intermedia del movimiento lento, datada en 1888.
Ediciones: 
- Edición de Dermot Gault y Takanobu Kawasaki de 2004: recuperaron y editaron esta versión distinta del Adagio, ahora llamada "Adagio intermedio" o "Adagio de 1888".

#### Versión de 1890

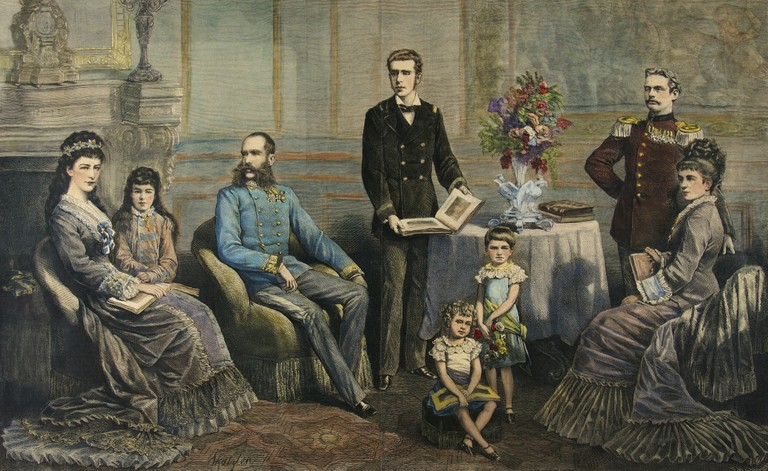
Francisco José I y su familia en 1880

Comenzó a trabajar en la versión final del Adagio en marzo de 1889 y completó la nueva versión de la sinfonía en marzo de 1890. Una vez que se completó la nueva versión, el compositor escribió al emperador Francisco José I para pedirle permiso para dedicarle la sinfonía. El emperador aceptó la solicitud del maestro y además se ofreció a ayudar a pagar la publicación de la obra. Muchos estudiosos, como Deryck Cooke y Robert Haas han sugerido que esta versión es el producto de la inseguridad de Bruckner, y de la presión de sus colaboradores, como el director Josef Schalk: Cooke incluso se refiere a ella como la "revisión Bruckner-Schalk".
Ediciones: 
- Edición de 1892: es la primera edición de la sinfonía y la que se utilizó para el estreno en Viena.[11] Contiene varios cambios menores con respecto al manuscrito de 1890, como algunos cortes, y otros pasajes repetidos en el final. Los cambios fueron hechos por Schalk, probablemente sin intervención de Bruckner, aunque este diera su aprobación final antes de la publicación y de las sucesivas interpretaciones.
- Edición de Robert Haas de 1939: primera edición crítica preparada para la primera Bruckner Gesamtausgabe (BGA) o Edición completa de Bruckner. Haas basó su edición en el autógrafo de 1890, pero incluyó numerosos pasajes de la versión de 1887 que habían sido omitidos o modificados en la primera, y lo justificó argumentando que estas modificaciones fueron hechas por Bruckner bajo la influencia de Schalk, Levi y otros, que socavaron su propia confianza como compositor, y le llevaron a traicionar sus propias ideas originales, embarcándose en un periodo de profunda revisión de esta y otras obras anteriores. Los cambios más significativos que hizo Bruckner (y fueron repuestos por Haas) corresponden al Adagio y el Finale. Haas llegó a componer él mismo algunos pasajes intermedios, reelaborando algunos materiales de Bruckner anotados al margen en el manuscrito de 1890, por lo que se le ha acusado de excederse en sus responsabilidaes como editor.[12][13]
- Edición de Leopold Nowak de 1955: segunda edición crítica publicada por Nowak, sucesor de Haas como director de la Bruckner Gesamtausgabe. Nowak no advierte una mano diferente a la de Bruckner en las anotaciones de la partitura. La escritura de esta versión es más plena y grandilocuente que la de la versión original, con armonías y texturas más sutiles, particularmente en los instrumentos de viento madera.[14]

La edición de Haas ha sido la más popular entre los directores brucknerianos y ha seguido utilizándose incluso después de la aparición de la edición de Nowak. Por su parte, Eugen Jochum utilizó la edición de Haas para su primera grabación en 1949, pero empleó la de Nowak para sus sucesivas grabaciones. Wilhelm Furtwängler, que dirigió el estreno de la edición Haas, volvió a la edición de 1892 al final de su carrera.

### Estreno y publicación

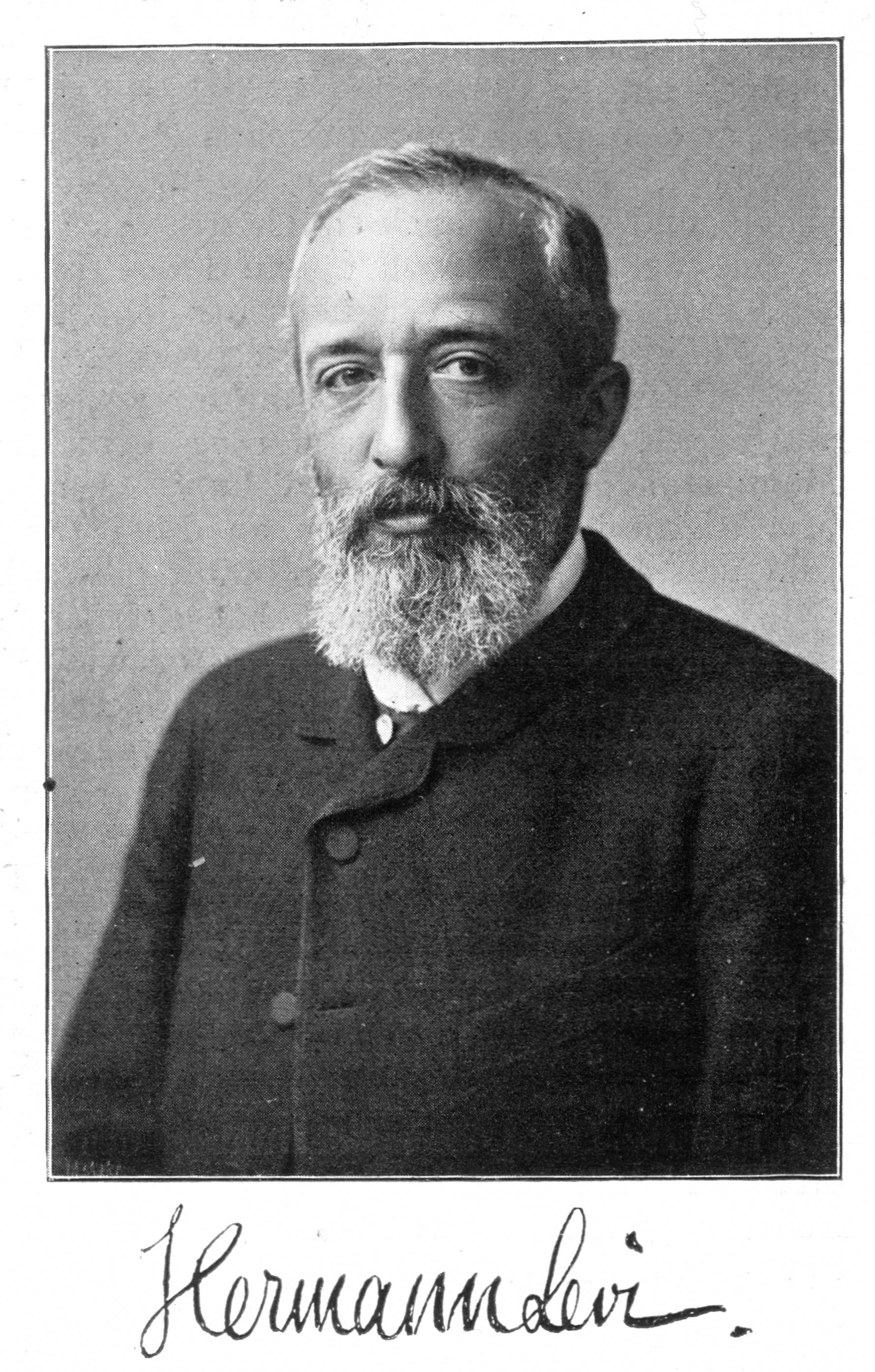
Hermann Levi.

La historia del estreno de esta sinfonía fue un tanto tortuosa. En septiembre de 1887 Bruckner hizo copiar la versión original de la partitura y enviarla a Hermann Levi, el cual la rechazó. Este director de orquesta había sido uno de los colaboradores más cercanos de Bruckner y tuvo un papel determinante en el éxito de la Sinfonía n.º 7, de la cual ofreció una interpretación en Múnich que fue "el mayor triunfo que Bruckner había experimentado hasta entonces". También había hecho arreglos para que la carrera de Bruckner fuera apoyada de otras formas, incluida la asistencia financiera de la aristocracia y que le honraran con un doctorado honoris causa de la Universidad de Viena. Sin embargo, Levi no comprendió la nueva obra y estuvo a punto de llevar al suicidio a Bruckner, raramente tan satisfecho consigo mismo. El director respondió a Bruckner de esta manera:

«Me resulta imposible interpretar la Octava en su forma actual. ¡Simplemente no puedo hacerla mía! Por mucho que los temas sean magníficos y directos, su elaboración me parece dudosa; es más, la orquestación la considero bastante imposible... No te desanimes, vuelve a mirar tu obra, coméntala con tus amigos, con Schalk, tal vez una reelaboración pueda lograr algo.»

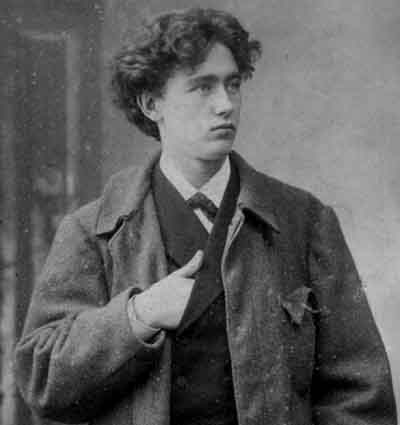
Felix Weingartner en 1890.

Una vez completada la versión de 1890, Levi ya no dirigía los conciertos en Múnich. Recomendó que su protegido Felix Weingartner, Kapellmeister de Mannheim, dirigiera la primera interpretación de la sinfonía. El estreno se programó dos veces bajo la batuta del joven director durante 1891, pero en cada ocasión Weingartner la sustituyó por otra obra en el último minuto. El director le dijo a Bruckner que no podía realizar la actuación porque estaba a punto de asumir un nuevo puesto en la Ópera de Berlín. Weingartner admitió, en una carta a Levi, que la verdadera razón por la que no pudo interpretar la sinfonía fue porque era demasiado difícil y no tenía suficiente tiempo para ensayar: en particular, los ejecutantes de la tuba en su orquesta no tenían suficiente experiencia para hacer frente a sus partes. Después la cancelación de una interpretación de Levi en Múnich debido a un temido brote de cólera, Bruckner centró sus esfuerzos en asegurar un estreno en Viena para la sinfonía.

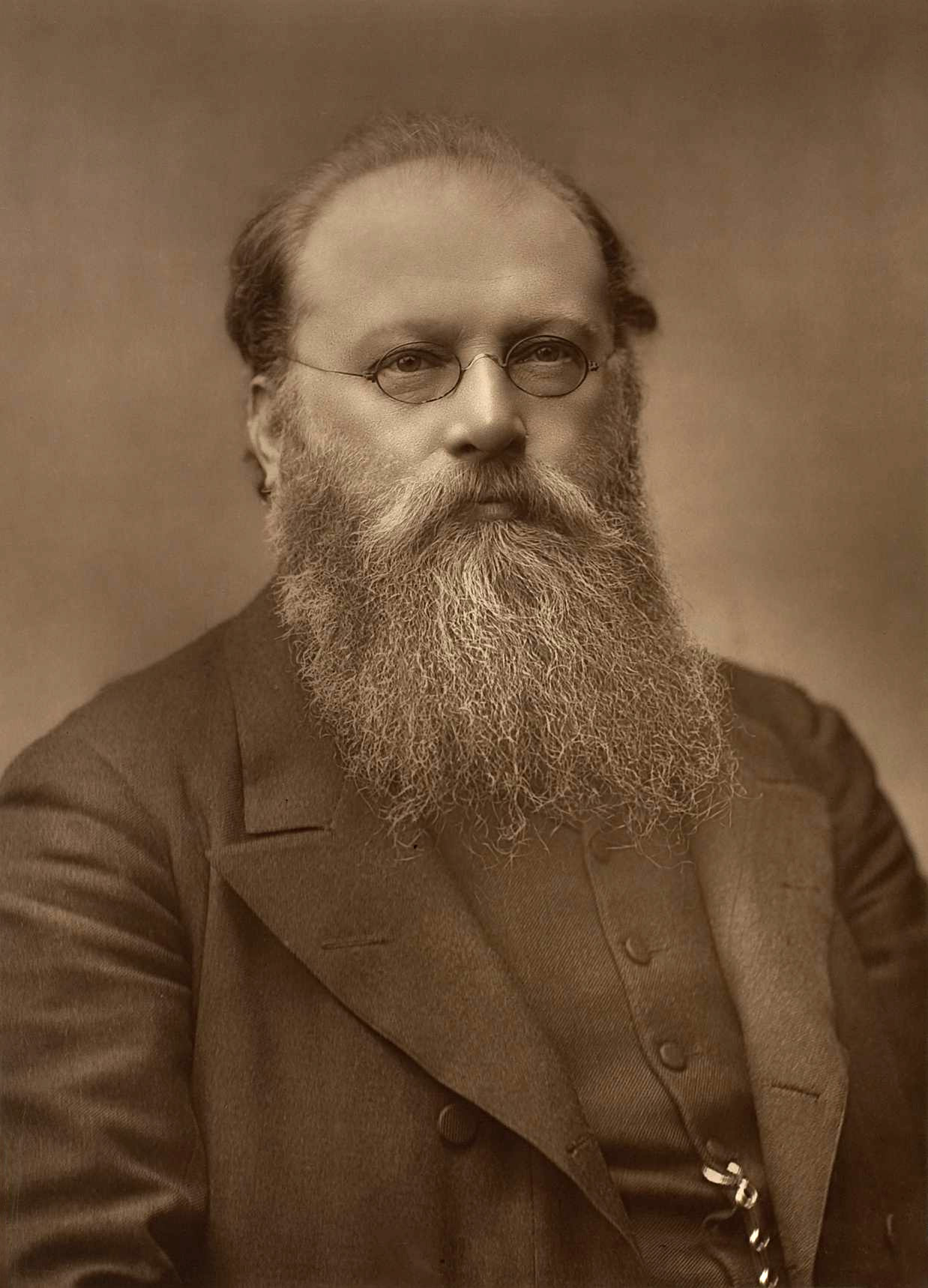
Hans Richter, director del estreno.

El estreno se celebró finalmente el 18 de diciembre de 1892 por la Orquesta Filarmónica de Viena bajo la batuta de Hans Richter. Aunque algunos de los miembros más conservadores de la audiencia se fueron al final de cada movimiento, muchos de los seguidores de Bruckner también estaban presentes, incluidos Hugo Wolf y Johann Strauss.
La primera edición de la pieza fue llevada a cabo en 1892 por la editorial Haslinger-Schlesinger-Lienau de Berlín. Bruckner tuvo algunas dificultades para encontrar quien publicara su obra, pero a fines de 1890 la editorial Haslinger-Schlesinger-Lienau acordó emprender la publicación. Los colaboradores de Bruckner, Josef Schalk y Max von Oberleithner, ayudaron con el proceso: Schalk preparó el texto musical para enviarlo a la imprenta, mientras que Oberleithner corrigió las pruebas y también brindó apoyo financiero. La sinfonía finalmente se publicó en marzo de 1892. Fue la única de las sinfonías de Bruckner que se publicó antes de su primera interpretación.

## Instrumentación
La partitura está escrita para una orquesta formada por:
- Viento madera: 3 flautas (la tercera doblando al flautín eliminado en la versión de 1890), 3 oboes, 3 clarinetes en si bemol, 3 fagotes (el tercero doblando al contrafagot).
- Viento metal: 8 trompas (cuatro en fa y cuatro en si bemol), 3 trompetas en fa y en do, 3 trombones (alto, tenor y bajo), 4 tubas Wagner en fa y en si bemol (doblando a las trompas 5 a 8), 1 tuba.
- Percusión: timbales, platillos, triángulo.
- Cuerda: 3 arpas, una sección de cuerdas con violines I y II, violas, violonchelos y contrabajos.

## Estructura y análisis
La sinfonía consta de cuatro movimientos:
- I. Allegro moderato, en do menor 2
2
- II. Scherzo. Allegro moderato, en do menor → do mayor 3
4 – Trio. Langsam, en la bemol mayor 2
4
- III. Adagio. Feierlich langsam, doch nicht schleppend, en re bemol mayor 4
4
- IV. Finale. Feierlich, nicht schnell, en do menor → do mayor 2
2

### I.Allegro moderato
El primer movimiento, Allegro moderato, está escrito en la tonalidad de do menor, en compás alla breve y responde a la forma sonata. La exposición consta de tres temas, lo cual es un recurso arquitectónico habitual en Bruckner desde la Sinfonía en fa menor. 
- El primer tema se abre con una atmósfera misteriosa en las cuerdas y la trompeta, seguido inmediatamente por un motivo de tonos oscuros, seguido inmediatamente por acordes dobles en las cuerdas inferiores. Con esto se establece con irresistible brevedad el vínculo con el final de toda la sinfonía; lo escuchado ahora se reafirmará en un gesto amenazador hacia el final del movimiento final antes del inicio de la coda. Este tema principal llega a través de desvíos en una búsqueda desesperada por una resolución de la tensión que no puede ser escuchada, lo que lleva a la tonalidad principal de do menor. El ritmo utilizado aquí concuerda con el del primer tema en re menor de la Sinfonía n.º 9 de Beethoven (compases 17 y 18). La poderosa repetición del material presentado conduce, después de una breve transición, al siguiente tema.

No se admite la reproducción de audio en este navegador. Se puede descargar el archivo de audio.
- El segundo tema presenta escalas ascendentes en sol o re bemol mayor, con confusión enarmónica (primeros violines). Esta fase es bastante amplia dentro del breve primer movimiento.

No se admite la reproducción de audio en este navegador. Se puede descargar el archivo de audio.
- El tercer tema se inicia con un motivo al unísono. Desarrolla una gran nitidez armónica en la inversión de cascadas descendentes del motivo de dosillos/tresillos una vez ascendente desde el comienzo del segundo tema. Las escalas dramáticas con empuje hacia adelante, el cambio constante de claves conducen a una conclusión a todo volumen en los metales, que anuncia inmediatamente el cierre de la exposición.

No se admite la reproducción de audio en este navegador. Se puede descargar el archivo de audio.
El desarrollo ofrece espacio para la descarga de sonido demoledor de una ola de acumulación a gran escala: el segundo tema, que está aproximadamente en la mitad del primer movimiento, primero se desarrolla en su inversión y conduce a un estallido abrumador de esos pasajes en cuyos temas 1 y 2 están superpuestos uno encima del otro. En términos de su intensidad dramática, esta sección solo encuentra una correspondencia en el curso posterior del movimiento, es decir, en la última ola de construcción antes de la coda.
La recapitulación llega tras una transición fluida. El segundo grupo temático de la escala se despliega una vez más en toda su belleza, hasta que reaparece el tercer tema, entra en una fase de aumento, que se alza y se rompe con un implacable encantamiento en do menor y refuerzo de toques de trompeta.
La coda es el único final de los movimientos exteriores de Bruckner que termina en silencio. En 1887 el movimiento terminaba con un conciso pasaje en fortissimo de 29 compases, que se eliminó en la versión de 1890. El propio compositor describió la coda de 1890 como un reloj de la muerte: "Es como cuando alguien se está muriendo y enfrente está el reloj que sigue corriendo mientras su vida está llegando a su fin..."

### II.Scherzo. Allegro moderato – Trio. Langsam
El segundo movimiento, Scherzo. Allegro moderato – Trio. Langsam (Lento), está en do menor y en compás de 3/4 que en el trío pasa a la bemol mayor y a 2/4. Este movimiento, que suele ser el tercero, ocupa aquí el segundo lugar como en la Sinfonía n.º 9. Estructuralmente este Scherzo, de considerables proporciones, responde a una forma rondó A–B–A–C–A–B–A, en lugar de la habitual forma ternaria de scherzo con trío.  
El Scherzo avanza con fuerza en su ritmo constante, pero tampoco se descuidan los episodios tiernos y hasta oníricos. La figura simbólica del alemán Michels, que puede describirse de muchas maneras, representa la figura nacional de un hombre honesto, soñador, amante de la paz, sencillo, soñoliento, pero bonachón. "Cuando el hijo de este granjero reflexiona sueña con el paisaje", entonces la ilustración musical se puede descubrir en el amplio trío. Y, en última instancia, es el propio Bruckner quien sueña en este paisaje pacífico.
El trío, en la bemol mayor y 2/4, también está estructurado en tres partes. Presenta cambios importantes entre diversas versiones:
- En la versión de 1887 comienza con una reconfortante melodía escrita en un tempo más agitado que en la siguiente versión. En la orquestación aún no se habían incorporado las arpas.
- En la versión de 1890 trabaja sobre el mismo material con ricas modificaciones y lo inserta dentro de las secciones de Scherzo que enmarcan un pequeño Adagio. Las arpas despliegan una atmósfera mágica también aquí y no solo en el Adagio siguiente. Tras la primera aparición de las arpas, la expresión musical experimenta una mayor interiorización. Según Bruckner, es el punto "donde Michels se detiene brevemente en oración". Después de regresar a la primera sección del trío, el arpa termina nuevamente antes de que comience la repetición del Scherzo y el movimiento termina en un do mayor triunfante.[17]

### III.Adagio. Feierlich langsam, doch nicht schleppend
El tercer movimiento, Adagio. Feierlich langsam, doch nicht schleppend (Solemnemente lento, pero no desganado), está en re bemol mayor y en compás de 4/4. Se presenta como un rondó de cinco partes (A–B–A'–B'–A'') y su estructura es en arco, como ya se probó en el mismo movimiento de la Sinfonía n.º 2, es el movimiento sinfónico más largo de Bruckner. Después de compases introductorios que flotan suavemente, construidos sobre el ritmo resultante mediante el uso de la síncopa, suena el tema del movimiento, un tono de cuerda punteado delicado y prolongado en La bemol. Aquí Bruckner tiene éxito en utilizar un motivo que, extremadamente breve en su extensión, los mayores poderes se despliegan en el transcurso del movimiento hasta el final, siempre recurrente, ya sea oculto o audible. El primer clímax del tema, con su quintillete ascendente, como en el segundo tema del primer movimiento, evoca inmediatamente el tema ascendente del primer movimiento de la Sinfonía n.º 7. 
Bruckner fue a menudo culpado por los ecos recurrentes de la obra anterior. Las alegaciones se invalidan si se examinan más de cerca las citas interrelacionadas intencionales de todo el trabajo posterior. 
En el Adagio de la 8ª Sinfonía, igual en la primera y segunda versiones, Bruckner utilizó arpas que, por ejemplo, dan al episodio continuado del primer tema con sus altibajos corales un timbre inconfundible. Las arpas no aparecen de otra manera en las sinfonías de Bruckner; Bruckner dice lo siguiente sobre su uso en la Octava: “Necesito ayuda, ¿puedes tú?"
El segundo tema del Adagio contiene el sexto como un intervalo descendente, que recorre toda la sinfonía, oculto o destacado, para luego emerger nuevamente al comienzo del segundo tema en el finale. Después de la presentación del segundo tema del adagio, siguen varias ondas de progresión o bloques de sonido de tamaño sublime que brotan abruptamente en una sucesión prolongada. Uno de los aspectos más destacados contiene una cita del motivo de Sigfrido de Wagner, "como un recordatorio del maestro". El clímax final del movimiento utiliza el golpe de címbalo, después de lo cual una repetición de los pasajes con las subidas del coral, que en la primera versión contenía un toque de Parsifal de Wagner, conduce a la amplia coda, que en sus cálidos sonidos de las tubas y cuerdas bajas también incluye los sonidos de la secuencia de tonos descendentes del reloj de la muerte del primer movimiento.

### IV.Finale. Feierlich, nicht schnell

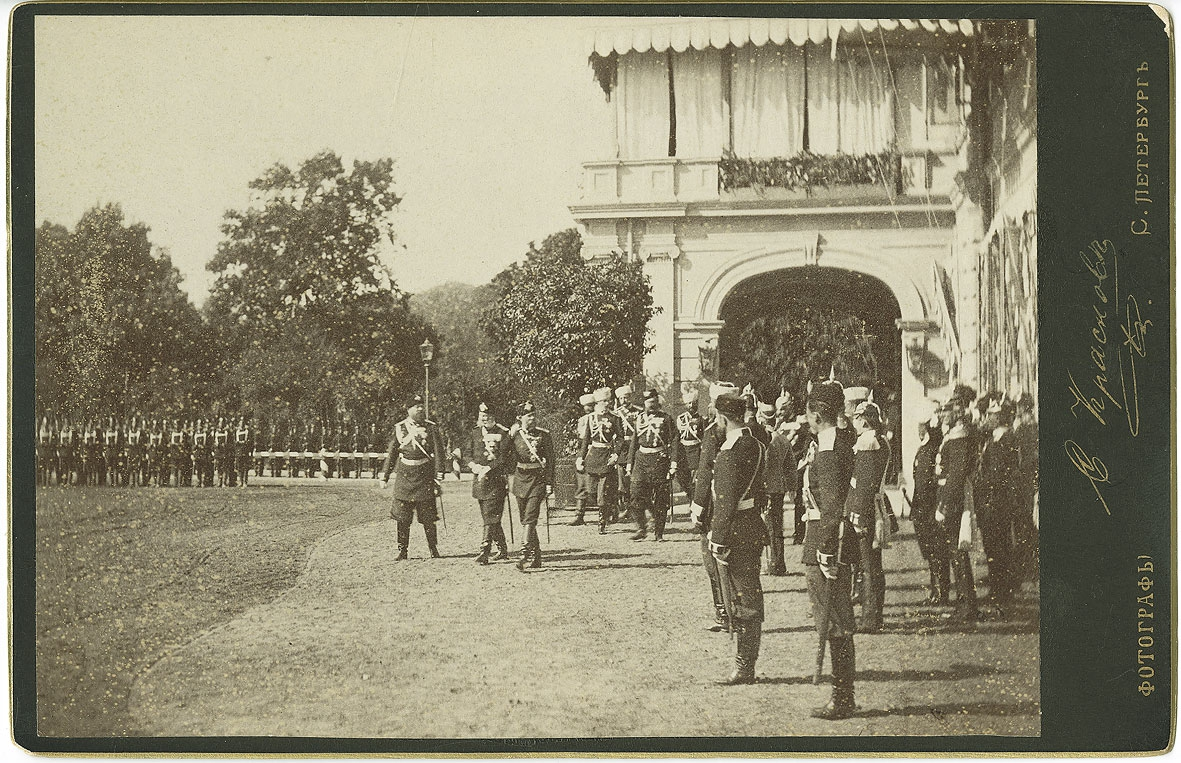
Alejandro III, Francisco José I y Guillermo I.

El cuarto y último movimiento, Finale. Feierlich, nicht schnell (Solemne, no rápido), retoma la tonalidad inicial, el compás alla breve y la forma sonata. El Finale también consta de tres grupos temáticos:
- El primer tema se abre con poderosos acordes de los metales tras un breve crescendo introductorio en las cuerdas, el monumental Finale. Bruckner comenta esta primera parte del tema con referencia a la “Reunión de los tres emperadores” que estaba teniendo lugar en Olmütz en el momento de la composición:

«Nuestro Emperador estaba entonces siendo visitado por el Zar en Olmütz, de ahí Streicher; el paseo de los cosacos; los metales: música militar: trompetas; fanfarrias en el encuentro de sus Majestades.»

No obstante, los expertos señalan repetidamente que con tales declaraciones el maestro posiblemente solo quería golpear un supuesto sabor de los tiempos. Si realmente tuvo en mente a los tres emperadores al componer es más que cuestionable hoy y es uno de los muchos secretos, misterios y ambigüedades que rodean a Bruckner como persona.
No se admite la reproducción de audio en este navegador. Se puede descargar el archivo de audio.
- El segundo tema comienza con una sexta descendente y ascendente de las cuerdas, evocando un tierno recuerdo del Adagio precedente.

No se admite la reproducción de audio en este navegador. Se puede descargar el archivo de audio.
- El tercer tema, impregnado de un carácter de marcha, enlaza con el comienzo del Finale. Utilizando el tema de los metales del comienzo de la actuación, la exposición finaliza de manera distendida con un efecto eco en tres flautas.

No se admite la reproducción de audio en este navegador. Se puede descargar el archivo de audio.
- En el desarrollo, que sin duda requiere un oyente atento y concentrado, hay, como es habitual en Bruckner, grandes clímax dramáticos antes de que estalle la recapitulación con una fuerza que intensifica aún más el infierno al comienzo del movimiento.

- La recapitulación del segundo tema promete un breve respiro antes de que lleguen los dos grandes clímax finales del movimiento. El primero es el desarrollo fugado del tercer tema, que conduce a la irrupción desesperada del tema principal (aquí en fa menor) desde el primer movimiento, reforzando la coherencia de toda la obra de principio a fin. Pero el gran final es la extensa coda, en los últimos 13 compases en los que se escuchan simultáneamente todos los temas principales de los cuatro movimientos. El tema principal del primer movimiento recibe su variante conciliatoria en do mayor al final.[16][17]

## Recepción de la obra
Tras el estreno las críticas la llegaron a calificar como la "sinfonía de las sinfonías" o "cumbre de la sinfonía romántica". El crítico Eduard Hanslick abandonó el auditorio tras el Adagio. En su reseña describió la sinfonía como "interesante en los detalles, pero extraña en su conjunto, de hecho repelente. La peculiaridad de esta obra consiste, para decirlo brevemente, en importar el estilo dramático de Wagner a la sinfonía". (Korstvedt señala que esto fue menos negativo que las críticas de Hanslick a las primeras sinfonías de Bruckner). También hubo muchas críticas positivas de los admiradores de Bruckner. Un crítico anónimo describió la sinfonía como "la corona de la música en nuestro tiempo". Hugo Wolf le escribió a un amigo que la sinfonía era "la obra de un gigante" que "supera a las otras sinfonías del maestro en alcance intelectual, genialidad y grandeza". La sinfonía tardó en entrar en el repertorio orquestal. Sólo se produjeron dos interpretaciones más durante la vida de Bruckner. El estreno estadounidense no tuvo lugar hasta 1909, mientras que la sinfonía tuvo que esperar hasta 1929 para su primera interpretación en Londres.

## Discografía selecta
A continuación se cita una selección de grabaciones de las distintas versiones de la sinfonía.
Versión de 1887

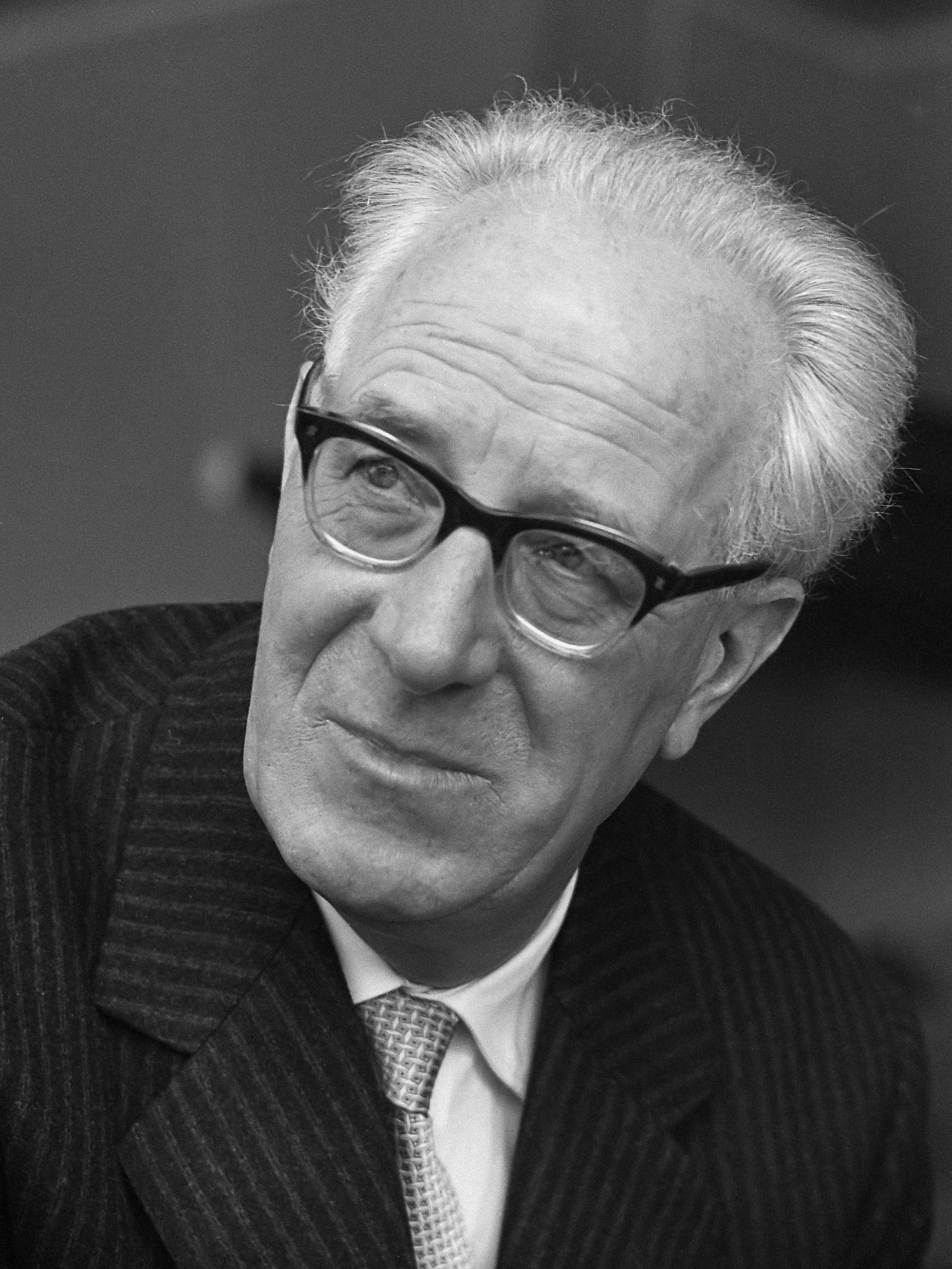
Eugen Jochum (1961), apóstol de Bruckner en la difícil posguerra.

- 1982 – Eliahu Inbal, Orquesta Sinfónica de la Radio de Frankfurt (Teldec).
- 1996 – Georg Tintner, Orquesta Nacional de Irlanda (Naxos).

Versiones de 1887-1890 (ed. Haas)
- 1955 – Eduard van Beinum, Orquesta del Concertgebouw (Philips).
- 1963 – Carl Schuricht, Orquesta Filarmónica de Viena (EMI).
- 1988 – Herbert von Karajan, Orquesta Filarmónica de Viena (DG).
- 1995 – Bernard Haitink, Orquesta Filarmónica de Viena (Philips).
- 2000 – Pierre Boulez, Orquesta Filarmónica de Viena (DG).
- 2001 – Günter Wand, Orquesta Filarmónica de Berlín (RCA).
- 2004 – Daniel Barenboim, Orquesta Filarmónica de Berlín (Warner).
- 2009 – Christian Thielemann, Orquesta Estatal Sajona de Dresde (Hänssler).
- 2020 – Christian Thielemann, Orquesta Filarmónica de Viena (DG).

Versión de 1890 (ed. Nowak)
- 1964 – Eugen Jochum, Orquesta Filarmónica de Berlín (DG).
- 1969 – George Szell, Orquesta de Cleveland (Sony).
- 1972 – Otto Klemperer, Orquesta Philharmonia (EMI).[20]
- 1976 – Karl Böhm, Orquesta Filarmónica de Viena (DG).
- 1976 – Eugen Jochum, Orquesta Estatal Sajona de Dresde (Warner).
- 1981 – Klaus Tennstedt, Orquesta Filarmónica de Berlín (Testament).
- 1984 – Carlo Maria Giulini, Orquesta Filarmónica de Viena (DG).
- 1993 – Sergiu Celibidache, Orquesta Filarmónica de Múnich (EMI).
- 2018 – Mariss Jansons, Orquesta Sinfónica de la Radio de Baviera (BRmedia).
- 2019 – Zubin Mehta, Orquesta Filarmónica de Berlín (Berlin Phil Media GmbH).
- 2019 – Andris Nelsons, Orquesta de la Gewandhaus de Leipzig (DG).

Edición de 1892
- 1944 – Wilhelm Furtwängler, Orquesta Filarmónica de Viena (DG).
- 1963 – Hans Knappertsbusch, Orquesta Filarmónica de Múnich (Westminster).